# Septembre 1810

## Événements

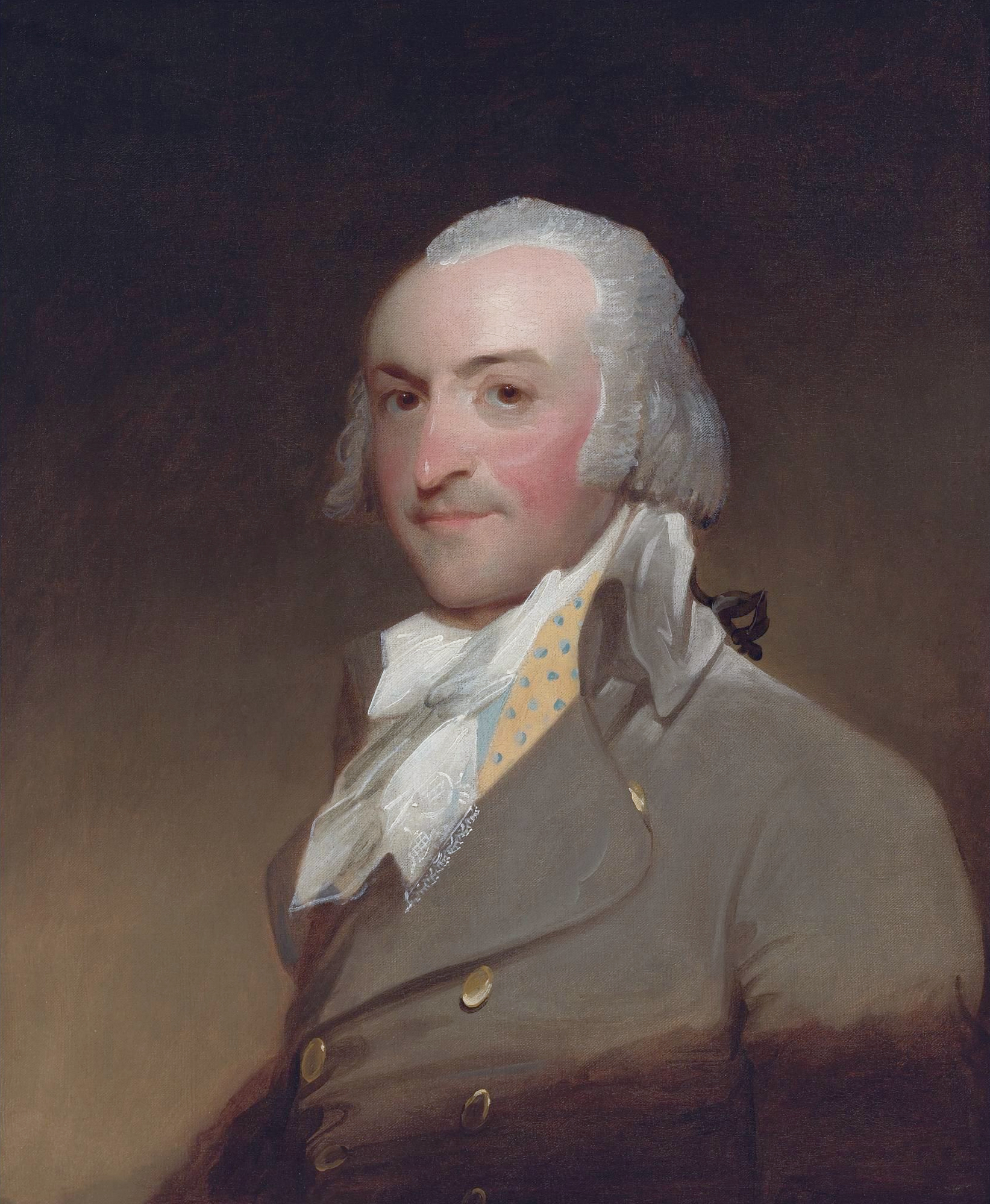
John Jacob Astor

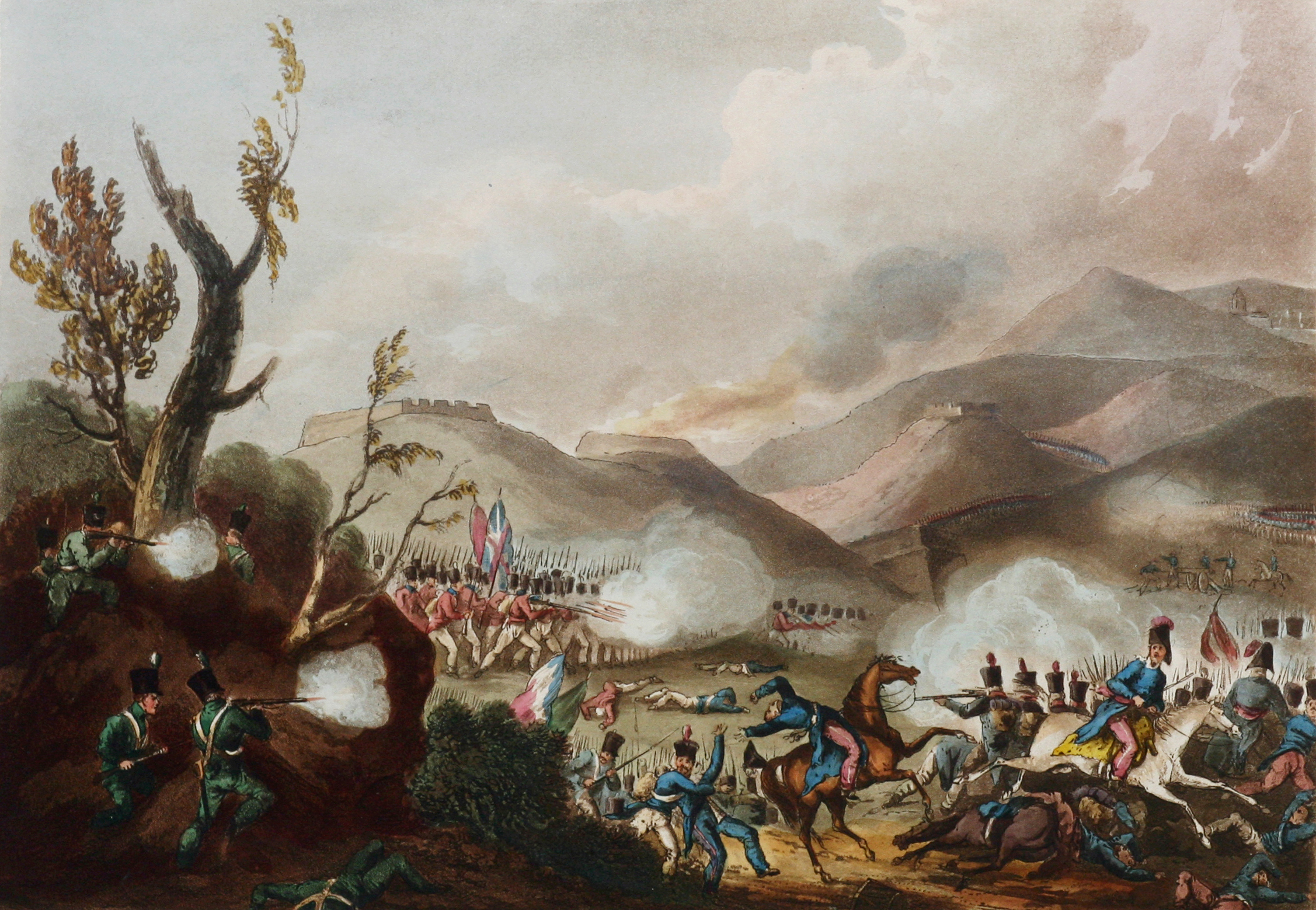
27 septembre : bataille de Buçaco.

- France : saisie des épreuves de De l'Allemagne de Madame de Staël.

- 1er septembre, guerre russo-persane : victoire russe à la bataille d'Akhalkalaki, en Géorgie[1].

- 6 septembre, Balkans : victoire des insurgés serbes de Karageorges sur les Ottomans près de Varvarin, après la prise Kladovo et de Crna Reka avec l'aide de troupes russes. Ils remportent un nouveau succès à Tičar, près de Loznica le 6 octobre[2]. Après avoir échoué à obtenir une protection militaire et diplomatique de la France, Karageorges se tourne de nouveau vers la Russie qui lui envoie des troupes[3].

- 7 septembre
  - (26 août du calendrier julien) : victoire russe à la bataille de Batin dans la huitième guerre russo-turque[4].
  - Ambassade du roi d’Ardres (Porto-Novo, Dahomey) à Bahia au Brésil pour négocier l'exclusivité du commerce négrier. Quatre émissaires du roi d'Agomé (Abomey) arrivent à leur tour le 30 janvier 1811 pour les mêmes raisons[5].

- 8 septembre : expédition Astor. Du port de New York, John Jacob Astor et 33 de ses hommes, prennent les voiles à bord du Tonquin, un navire marchand américain, vers l'estuaire du Fleuve Columbia, sur la côte ouest. Ils passeront par le sud du Cap Horn et Hawaï. Ils arriveront le 24 mars 1811. John Jacob Astor établira la Pacific Fur Company nouvellement fondée à Astoria.

- 10 - 13 septembre : Setembrizada (pt) au Portugal[6]. Dans la nuit, le gouvernement de la Régence opère une rafle de 48 personnalité suspectées d’adhérer aux idées libérales. Les libéraux s’exilent aux Açores ou à Londres, d’où ils répandent de nombreux écrits pour se justifier.

- 11 septembre, guerre russo-turque : le général Kamenski prend Silistrie puis Giurgiu et Roustchouk (27 septembre) et Nicopolis (27 octobre) mais est tenu en échec devant Choumla, qui commande l’accès aux Balkans[7].

- 16 septembre, Mexique : révolte pour l’indépendance menée par le prêtre de Dolores, Miguel Hidalgo y Costilla en Nouvelle-Espagne (fin en 1811). Au cri de « Vive la vierge de Guadalupe », les insurgés métis et indiens menacent l’ordre établi[8]. Des créoles et des Espagnols sont massacrés à Guanajuato et à Valladolid.

- 18 septembre, Santiago : l’indépendance du Chili est proclamée[9].

- 19 septembre, France : un petit tsunami touche le port de Boulogne-sur-Mer (évalué à une intensité[10] de 3.0 par le BRGM, c'est-à-dire avec comme effets : « Assez forte. Généralement remarquée. Inondation des côtes en pente douce. Embarcations légères échouées. Constructions légères près des côtes faiblement endommagées. Dans les estuaires, inversion des cours d'eau jusqu'à une certaine distance en amont »).

- 23 septembre, Bâton-Rouge : fondation de la république de Floride occidentale[11], dissoute le 27 octobre.

- 24 septembre : la résistance ne se maintient plus qu’à Cadix où les Cortes se réunissent pour rédiger une constitution. La junte centrale de Cadix se transforme en conseil de régence[12].

- 27 septembre : arrêt de l’offensive de Masséna à la bataille de Buçaco. Repli de Wellington, qui est bloqué à Lisbonne derrière les lignes de Torres Vedras[13].

- 28 septembre, Mexique : prise de l'Alhóndiga de Granaditas[14].

## Naissances
- 1er septembre : Charles-Henri Emile Blanchard, peintre français († 30 avril 1890).
- 13 septembre : Auguste Bouquet, peintre, lithographe, graveur et caricaturiste français († 21 décembre 1846).
- 19 septembre : Pierre-Victorien Lottin (mort en 1903), archéologue, peintre et orientaliste français.